# Bugrasi
Bugrasi is een nagar panchayat (plaats) in het district Bulandshahr van de Indiase staat Uttar Pradesh. 

## Demografie
Volgens de Indiase volkstelling van 2001 wonen er 12.814 mensen in Bugrasi, waarvan 53% mannelijk en 47% vrouwelijk is. De plaats heeft een alfabetiseringsgraad van 45%. 